# Umbozerit
Umbozerit ist ein sehr selten vorkommendes Mineral aus der Mineralklasse der „Silikate und Germanate“ mit der chemischen Zusammensetzung Na3Sr4ThSi8(O,OH)24 und damit chemisch gesehen ein Natrium-Strontium-Thorium-Silikat.
Umbozerit entwickelt meist nadelförmige, prismatische Kristalle bis etwa 1,5 cm Größe oder unregelmäßig geformte und gekrümmte Einschlüsse. Die Oberflächen der flaschengrünen oder grünlichbraunen bis braunen Kristalle weisen einen glasähnlichen Glanz auf und sind durchsichtig bis durchscheinend.

## Etymologie und Geschichte
Erstmals entdeckt wurde Umbozerit im Sommer 1971 am Berg Karnassurt im Lowosero-Tundra-Massiv auf der Halbinsel Kola in Russland. Die Analyse und Erstbeschreibung erfolgte durch Je. M. Jeskowa, Je. I. Semenow, Alexander Petrowitsch Chomjakow (* 1933), A. N. Merkow, S. I. Lebedewa und L. S. Dubakina (russisch Е. М. Еськова, Е. И. Семенов, Александр Петрович Хомяков, А. Н. Мерьков, С. И. Лебедева, Л. С. Дубакина), die das Mineral nach dem nahegelegenen See Umbosero benannten.
Das Mineralogenteam sandte seine Untersuchungsergebnisse und den gewählten Namen 1973 zur Prüfung an International Mineralogical Association (interne Eingangs-Nr. der IMA: 1973-039), die den Umbozerit als eigenständige Mineralart anerkannte. Die Publikation der Erstbeschreibung folgte im Jahr darauf im russischen Fachmagazin Доклады Академии наук [Doklady Akademii Nauk] (deutsch: Berichte der Akademie der Wissenschaften). Die offizielle Bestätigung der Mineral-Anerkennung wurde 1975 im englischen Fachmagazin American Mineralogist publiziert.
Typmaterial des Minerals wird im Bergbau-Museum Sankt Petersburg (Katalog-Nr. 992/1), im Mineralogisches Museum, benannt nach A. J. Fersman (FMM) und im Institut für Mineralogie, Geochemie und Kristallchemie seltener Elemente (IMGRE) der Russischen Akademie der Wissenschaften in Moskau (Katalog-Nr. 75150, CT), in der Mines ParisTech (École des mines, ENSM) in Paris (Katalog-Nr. 51039, CT) sowie im Musée cantonal de géologique in Lausanne (Schweiz, Katalog-Nr. MGL 58957) aufbewahrt.

## Klassifikation
In der veralteten 8. Auflage der Mineralsystematik nach Strunz ist Umbozerit noch nicht verzeichnet. Einzig im Lapis-Mineralienverzeichnis nach Stefan Weiß, das sich aus Rücksicht auf private Sammler und institutionelle Sammlungen noch nach dieser alten Form der Systematik von Karl Hugo Strunz richtet, erhielt das Mineral die System- und Mineral-Nr. VIII/A.10-10. In der „Lapis-Systematik“ entspricht dies der Klasse der „Silikate“ und dort der Abteilung „Inselsilikate mit [SO4]-Gruppen“, wo Umbozerit als einziges Mitglied die unbenannte Gruppe VIII/A.10 bildet (Stand 2018).
Die seit 2001 gültige und von der IMA zuletzt 2009 aktualisierte 9. Auflage der Strunz’schen Mineralsystematik ordnet den Umbozerit in die Abteilung der „Unklassifizierten Silikate“ ein. Diese ist weiter unterteilt nach den in der Verbindung vorkommenden Metallen, so dass das Mineral entsprechend seiner Zusammensetzung in der Unterabteilung „Mit REE, Th“ zu finden ist, wo er ebenfalls als einziges Mitglied die unbenannte Gruppe 9.HG.15 bildet.
Auch die vorwiegend im englischen Sprachraum gebräuchliche Systematik der Minerale nach Dana ordnet den Umbozerit in die Klasse der „Silikate und Germanate“ und dort in die Abteilung der „Unklassifizierte Silikatminerale“ ein. Hier ist er in der unbenannten Gruppe 78.07.17 innerhalb der Unterabteilung „Unklassifizierte Silikate: Komplett unklassifizierte Silikate“ zu finden.

## Chemismus
In der idealisierten Zusammensetzung von Umbozerit (Na3Sr4ThSi8(O,OH)24) besteht das Mineral im Verhältnis aus je drei Natrium- (Na), vier Strontium- (Sr) und einem Thorium-Kation (Th) sowie acht Silicium- und insgesamt vierundzwanzig Sauerstoff- (O) und/oder Hydroxid-Anionen (OH).
Bei einem Stoffmengenverhältnis von O : OH = 3 : 1 entspricht dies einem Massenanteil (Gewichtsprozent) von 5,45 Gew.-% Na, 27,68 Gew.-% Sr, 18,33 Gew.-% Th, 17,74 Gew.-% Si, 30,33 Gew.-% O und 0,48 Gew.-% H oder umgerechnet auf die Oxidformen 7,37 Gew.-% Natriumoxid (Na2O), 32,84 Gew.-% Strontiumoxid (SrO), 20,92 Gew.-% Thoriumdioxid (ThO2), 38,08 Gew.-% Siliciumdioxid (SiO2) und 1,43 Gew.-% Wasser (H2O).
Insgesamt sechs Mikroanalysen am Typmaterial des Minerals, die mithilfe der Flammenfotometrie erstellt wurden, ergaben dagegen eine abweichende Zusammensetzung der Oxide von 6,13 Gew.-% Na2O, 27,7 Gew.-% SrO, 17,6 Gew.-% ThO2 und 37,1 Gew.-% SiO2 sowie als Fremdbeimengungen 2,2 Gew.-% MnO, 2,0 Gew.-% BaO, 1,8 Gew.-% Fe2O3, 0,74 Gew.-% K2O, 0,4 Gew.-% U3O8, 0,3 Gew.-% TiO2, 0,3 Gew.-% Ce2O3 und 0,2 Gew.-% CaO. Hinzu kamen 0,43 % Zündverluste.
Auf der Basis von 8 Siliciumatomen entspricht dies der empirischen Formel (Na2,56K0,19)(Sr3,46Ba0,17Ca0,05Mn0,40)(Th0,86U0,02Ce0,02Fe0,30Ti0,05)Si8O23,35(OH)0,68, die zur oben genannten Formel idealisiert wurde.

## Kristallstruktur
Aufgrund der eigenen ionisierenden Strahlung konnte Umbozerit bisher nur metamikt vorgefunden worden, das heißt, sein Kristallgitter wurde von der Strahlung vollkommen zerstört und das Mineral ist daher amorph (ohne Kristallstruktur).

## Eigenschaften
Das Mineral ist durch seinen Thoriumgehalt von ca. 18,4 % radioaktiv und weist eine spezifische Aktivität von etwa 8,24 kBq/g auf (zum Vergleich: natürliches Kalium 0,0312 kBq/g).

## Bildung und Fundorte
Umbozerit bildet sich im oberen (apikalen) Bereich eines differenzierten Alkaligesteinsmassivs unter pneumatolytischen bis hydrothermalen Bedingungen in Gängen, die durch alkalische Gesteine dringen. Begleitminerale sind unter anderem Ussingit, Sphalerit, Belovit, manganhaltiger Pektolith, Lorenzenit und verschiedene niobhaltige Minerale.
Bisher (Stand: 2021) konnte Umbozerit außer an seiner Typlokalität am Berg Karnassurt nur noch am Alluaiw (Umbozero Mine, Shkatulka-Pegmatit) und am Kedykwerpachk (russisch Кедыкверпахк) im Lowosero-Tundra-Massiv gefunden werden.